# آموزش در تهران
آموزش در تهران دارای یکی از بالاترین سطوح آموزشی در خاورمیانه است. تهران به عنوان یک مرکز آموزشی پیشتاز در ایران شناخته شده‌است. آموزش در تهران در جهت «اسلامی‌سازی»، دارای جداسازی جنسیتی از مقاطع ابتدایی است. آموزش ابتدایی و متوسطه در تهران عمدتاً توسط دولت ارائه شده‌است؛ اگر چه مدرسه‌های خصوصی نیز وجود دارد. ورود به دانشگاه‌ها نیز از طریق یک آزمون سراسری رقابتی اداره می‌شود.
نرخ باسوادی در تهران بالاست. بر اساس آمار ۱۳۹۵ استان تهران با ۹۲/۹ درصد نرخ باسوادی گروه سنی ۶ سال و بالاتر، رکورددار ایران بود.

## دانشگاه‌ها

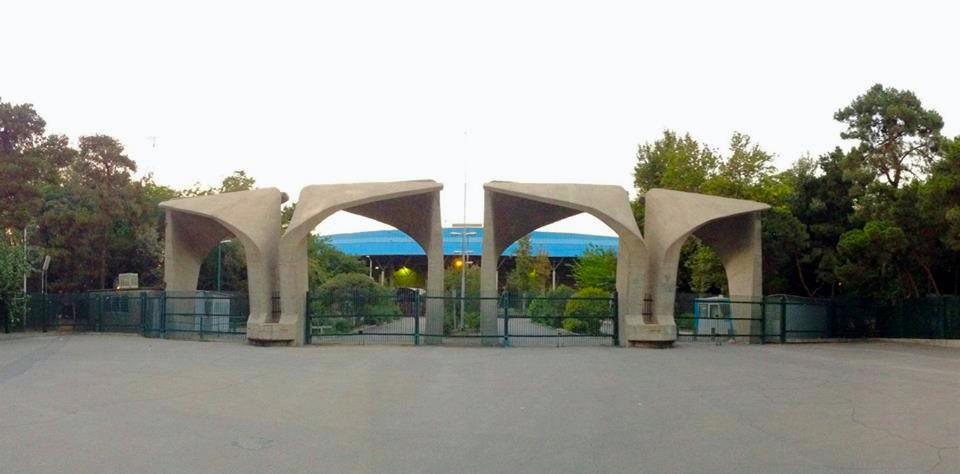
دانشگاه تهران، قدیمی‌ترین دانشگاه مدرن ایران

دارالفنون، نخستین دانشگاه تاریخ نوین ایران در سال ۱۲۳۰ گشایش یافت و رشته‌های تحصیلی آن شامل پزشکی، داروسازی، کانی‌شناسی و مهندسی بوده‌است.
دانشگاه‌های تهران از با کیفیت‌ترین‌های نوع خود در ایران هستند و شماری از آن‌ها در رتبه‌بندی‌های جهانی دانشگاه‌ها حضور دارند.
دانشگاه تهران در بهمن ۱۳۱۳ جهت ایجاد مرکزی برای آموزش عالی در ایران تأسیس شد. از این دانشگاه به عنوان مهم‌ترین و معتبرترین دانشگاه و نماد آموزش عالی ایران یاد می‌شود. سردر دانشگاه تهران نیز دارای شهرت است و در جهان به عنوان نمادی از این دانشگاه شناخته می‌شود.
دانشگاه صنعتی شریف نیز در سال ۱۳۴۴ تأسیس شد. این دانشگاه توانسته‌است به عنوان یک کانون علمی صنعتی، جایگاه و اعتبار قابل توجهی در ایران پیدا کند. همچنین یکی از با سابقه‌ترین آموزشگاه‌های عالی ایران در زمینهٔ فنی و مهندسی، دانشگاه صنعتی امیرکبیر تهران است که در سال ۱۳۳۵ تأسیس شد.
قدیمی‌ترین مرکز آموزش عالی نوین و بزرگترین دانشگاه علوم پزشکی ایران نیز دانشگاه علوم پزشکی تهران است که در سال ۱۳۱۳ تأسیس شد.

## خوابگاه‌های دانشجویی
به گفتهٔ معاون دانشجویی دانشگاه تهران در سال ۱۳۹۶، همهٔ دانشجویان خواهان خوابگاه این دانشگاه، پیش از مهر این سال تحصیلی اسکان داده شده‌اند. همچنین بر اساس گزارشی، دانشجویان دانشگاه علوم پزشکی تهران از امنیت، اینترنت، بهداشت و کیفیت خوراک خوابگاه دانشجویی خود انتقاد کرده‌اند.

## پژوهشگاه‌ها
از مراکز پژوهشی تهران، پژوهشگاه صنعت نفت است که در سال ۱۳۳۸ با هدف اولیهٔ پژوهش پیرامون مواد نفتی و کاربردهای آن، تأسیس شد. پژوهشگاه دانش‌های بنیادی که در سال ۱۳۶۸ بنیان‌گذاری شد و پژوهشگاه علوم انسانی و مطالعات فرهنگی که در در سال ۱۳۶۰ با ادغام ۱۲ مؤسسهٔ پژوهشی تأسیس شد نیز از دیگر مراکز پژوهشی تهران هستند.

## دیگر مراکز آموزشی

### آموزش نظامی
از مراکز آموزش نظامی تهران، دانشکده افسری است که در سال ۱۳۰۰ تأسیس شد و تا سال ۱۳۱۸ دوره‌های آموزشی آن شامل پیاده‌نظام، سواره‌نظام، دارایی، توپخانه، مهندسی و هوایی می‌شد.

### آموزش دینی
دوره‌های آموزشی قرآن در شهر تهران برگزار می‌شوند.
حوزه علمیه تهران نیز به عنوان یک مرکز آموزش اسلامی در تهران، در مقاطعی دارای نقش فرهنگی و سیاسی در ایران بوده‌است. فیلسوف‌الدوله و مروی از مدرسه‌های علمیه تهران هستند.

## مدرسه‌ها

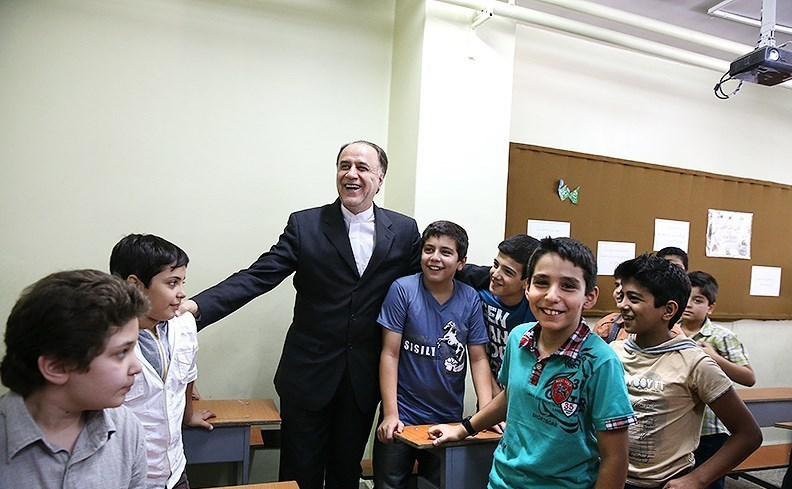
حمیدرضا حاجی‌بابایی در آیین هوشمندسازی مدرسه‌های تهران؛ با افزودن یک رایانه، فراتاب، پردهٔ نمایش و تختهٔ هوشمند به کلاس، آن کلاس هوشمند خوانده می‌شود.

نخستین مدرسه به شیوهٔ مدرن در ایران، دبیرستان البرز بود.
ادارهٔ کل آموزش و پرورش تهران به ۱۹ منطقه تقسیم شده‌است و آموزگاران می‌توانند به صورت برخط، از طریق وبگاه متعلق به آموزش و پرورش تهران درخواست انتقال میان منطقه‌ای دهند.
در سال ۱۳۹۶ اعلام شد که ۱٬۱۰۰٬۰۰۰ دانش‌آموز در مدرسه‌های تهران درس می‌خوانند که از این شمار، ۹۰۰٬۰۰۰ دانش‌آموز در مدرسه‌های دولتی و بقیه در مدرسه‌های غیردولتی مشغول به تحصیل هستند. همچنین اعلام شد که ۸۲ درصد مدرسه‌های تهران دولتی و ۱۸ درصد غیردولتی هستند.
به گفتهٔ عباسعلی باقری، مدیر کل آموزش و پرورش شهر تهران در سال ۱۳۹۶، بابت استحکام مدارس دولتی تهران نگرانی‌هایی وجود دارد و شمار قابل توجهی از آن‌ها نیازمند توجه یا بازسازی هستند. همچنین با اعلام معاون آموزش ابتدایی آموزش و پرورش شهر تهران در سال ۱۳۹۶، شمار دانش‌آموزان در برخی از کلاس‌های درس مقطع ابتدایی شهر تهران، بیش از ۳۶ نفر و به صورت میانگین، این تراکم برابر با ۳۰ تا ۳۳ دانش‌آموز بوده‌است.

## مدارس هوشمند
نخستین بار شورای عالی آموزش و پرورش ایران، طرح هوشمندسازی مدارس را در سال ۱۳۸۰ تاسیس کرد؛ اما این طرح برای اولین بار در سال ۱۳۸۶ اجرا شد و نخستین مدرسه هوشمند ایران در مقطع ابتدایی و در شهر تهران تاسیس شد و پس از آن چندین مدرسه در مقطع دبیرستان نیز طرح کلاس‌های هوشمند را به شکل پایلوت اجرا کردند. 

## کودکستان‌ها
نخستین کودکستان ایران را برسابه هووسپیان از ایرانیان ارمنی دههٔ ۳۰ خورشیدی با نام «ایران» و در خیابان معتمدالدوله با مجوزی از وزارت فرهنگ تأسیس کرد.
کودکستان‌های تهران از یک تا چهار درجه تقسیم‌بندی شده‌اند و شهریهٔ آن‌ها نیز با نظارت سازمان بهزیستی ایران ابلاغ می‌شود. فوق برنامه‌های کودکستان‌ها نیز باید طبق قوانین اسلامی و ایرانی باشند و توسط کمیتهٔ تخصصی استان تأیید شوند. در سال ۱۳۹۵ یک کودکستان به دلیل برگزاری استخری که کودکان خردسال دختر و پسر از آن استفاده می‌کردند، تعطیل شد. پس از مدتی اعلام شد که کودکستان‌ها اجازهٔ برگزاری «استخر مختلط» را ندارد و این موضوع یک تخلف خوانده شد.

## کتابخانه‌ها

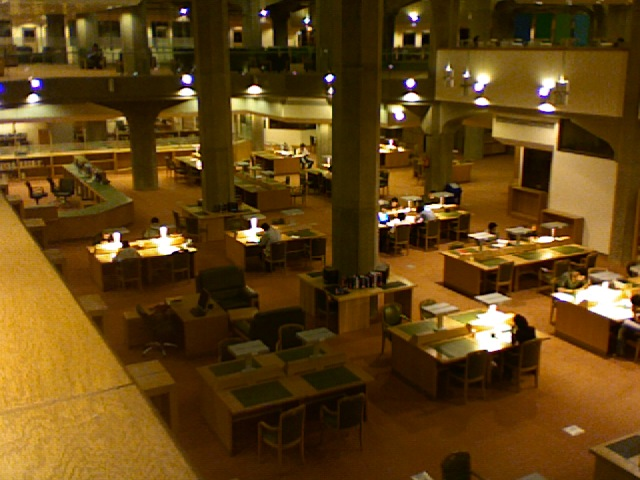
نمایی از درون تالار ساختمان کتابخانه ملی ایران

از کتابخانه‌های تهران، می‌توان به کتابخانه ملی ایران اشاره کرد که شکل‌گیری رسمی آن به سال ۱۳۱۶ بر می‌گردد. ۱۲ سال پس از تأسیس دارالفنون، کتابخانه‌ای کوچک در آنجا شکل گرفت که به نوعی هستهٔ اولیهٔ کتابخانه ملی ایران به حساب می‌آید. همچنین شمار قابل توجهی کتابخانه وجود دارد که وابسته به شهرداری تهران هستند.
کتابخانهٔ مرکزی و مرکز اسناد دانشگاه تهران نیز بزرگترین کتابخانهٔ دانشگاهی در ایران به‌شمار می‌آید و دارای مجموعه‌ای گسترده از منابع است؛ این کتابخانه بیشتر به پژوهش اختصاص داشته‌است و آثار مربوط به مطالعات اسلام‌شناسی، ایران‌شناسی و شرق‌شناسی را گردآوری می‌کند.

## فرهنگسراها
برای هر منطقهٔ شهرداری در تهران، تلاش شده‌است که یک فرهنگسرای بزرگ ساخته شود. این فرهنگسراها ممکن است فراتر از منطقهٔ خود را نیز پوشش دهند. در فرهنگسراها به‌طور معمول، شرایط لازم برای آموزش فراهم است و برخی از آن‌ها دارای انتشارات و کتابخانهٔ ویژهٔ خود هستند. فرهنگ‌سرای نیاوران یکی از فرهنگسراهای تهران است که دارای کتابخانه و نگارخانه است. کتابخانهٔ این فرهنگسرا دارای شمار قابل توجهی آلبوم و کتاب در زمینهٔ هنر است.